# Морасси, Мауро
Мауро Морасси (итал. Mauro Morassi; 1925, Тренто, Италия — 1966, Замбия) — итальянский кинорежиссер и сценарист.

## Биография
Морасси работал ассистентом режиссера в нескольких фильмах, таких как: «Тото, Пеппино и распутница» (1956) и «Банда честных» (1958). Стал режиссером в четырех фильмах.
Он был также сценаристом фильма «Мамины мальчики» (1957). Морасси работал с такими личностями как: Адриано Челентано, Бад Спенсер, Теренс Хилл и Эннио Морриконе.
Морасси погиб в автомобильной аварии в Замбии на пути к Танзании.